# Basse (bollspel)

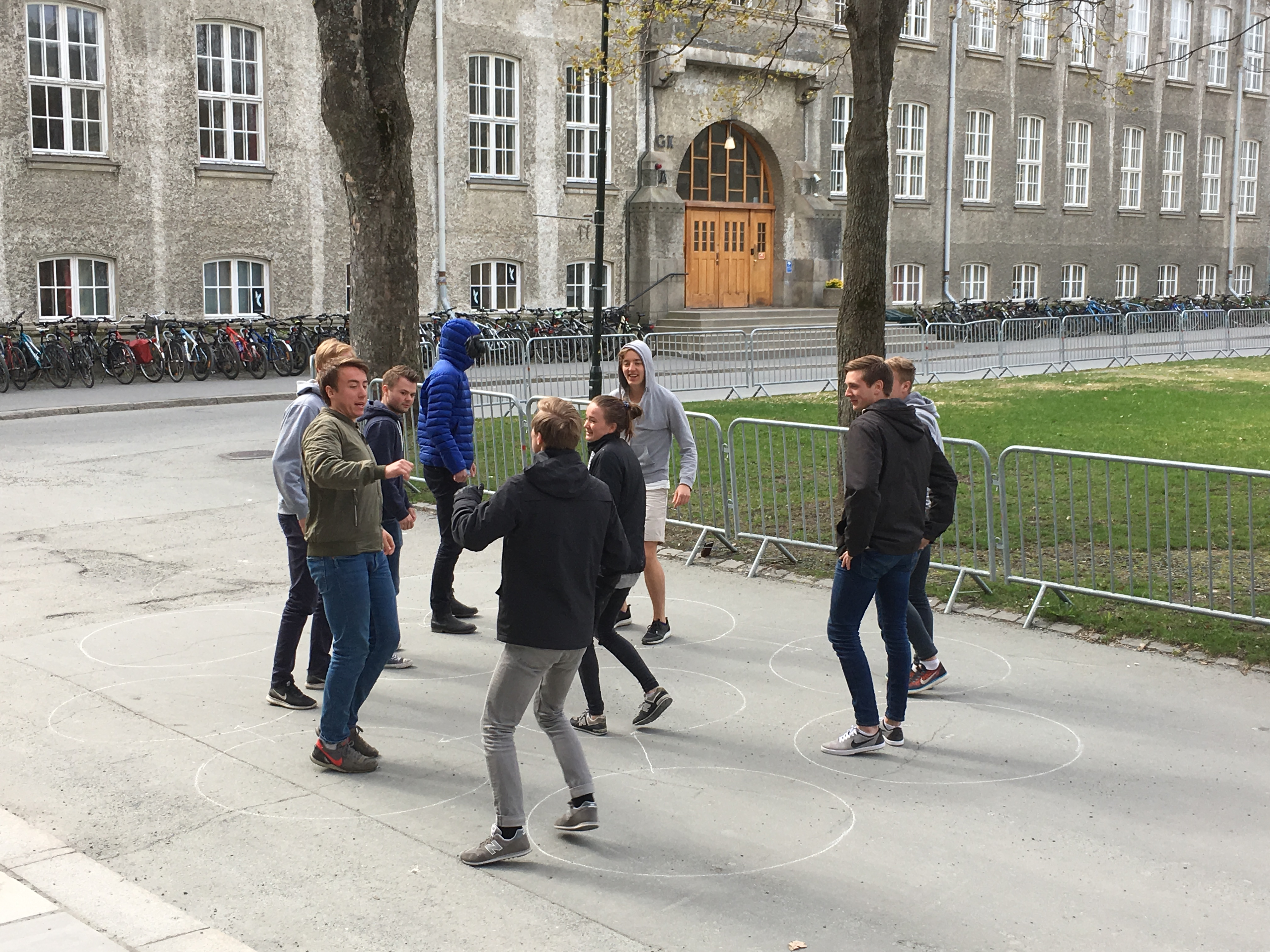
Studenter spelar basse.

Basse är ett norskt bollspel med rötter till före första världskriget. Spelet kommer från Trøndelag. 

## Bakgrund
Från gamla tider blev sporten känt som "fattigmans-fotboll"; det var en aktivitet man hade som alternativ vid dålig ekonomi.

### Regler
Målet är att försvara sin ruta (cirkel), att bassen landar i rutan, innanför strecket. Alla spelar efter utslagsmetoden.
Det finns regler för bedömning, hands/straff, dödsrutor och annullering av mål. Det finns många variationer på spelregler för basse. 
Bassen görs av gummisnodd eller uppklippta cykelslangar. Vikt 70–100 gram. Bassen skall inte sprätta vid tillslag. 

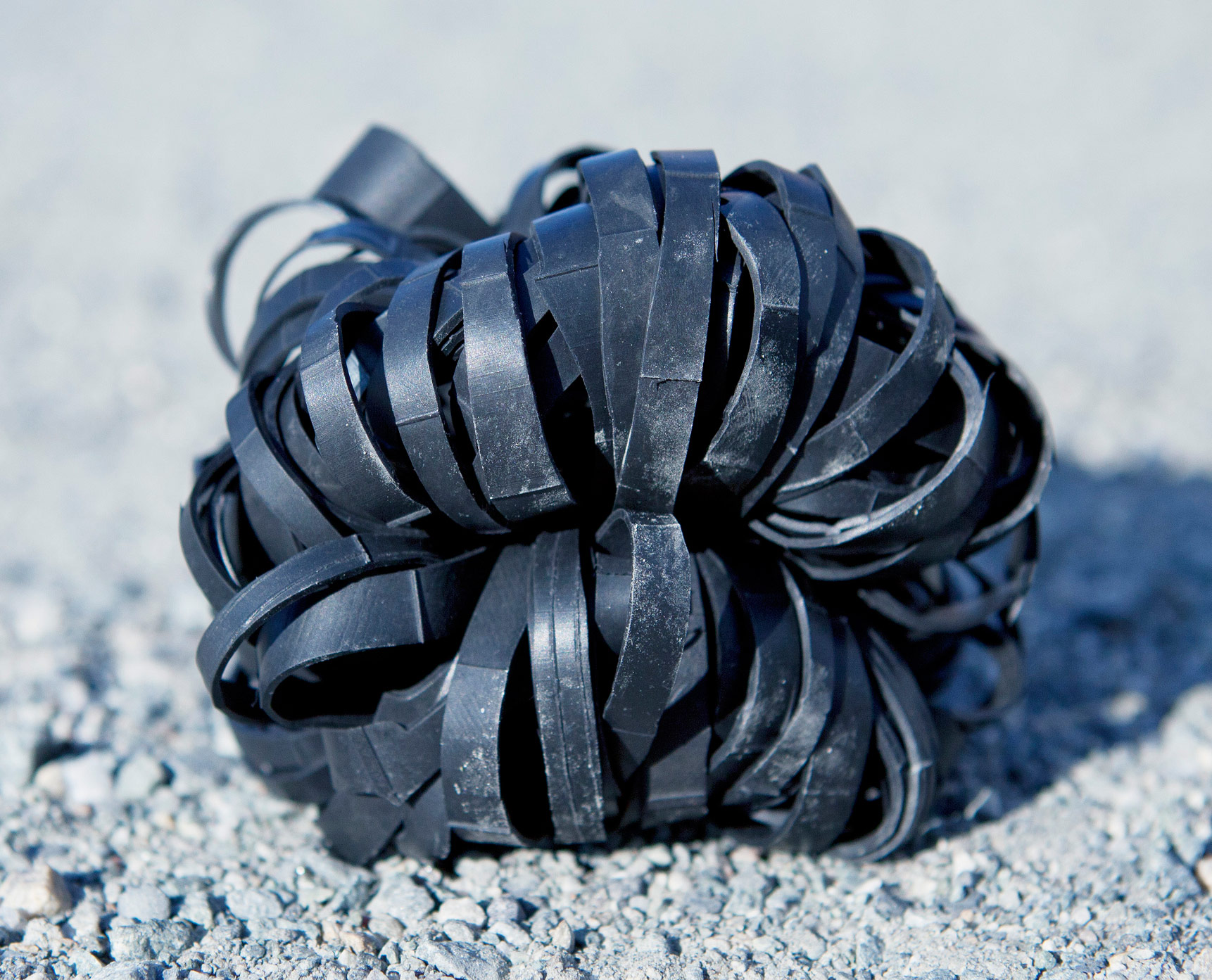
Basse från Trøndelag.

### Spelsätt
Basse kan spelas på alla markytor: grusbana, asfalt, gräs eller inomhus. Börja med att skapa rutor, använd foten, kritor, stenar, målarfärg (spray) eller en pinne, beroende på ytan. Börja med mittrutan med en diameter på 1,1–1,5 meter. Ha sedan 30-50 cm mellan rutorna. Optimalt är 4–5 rutor omkring den mittersta rutan.
Bestäm hur många prickar som skall till innan någon går ut av spelet, tre är vanligast. Vid godkänt mål får man 1 minuspoäng (prick). Spelet börjar med en serve som måste vara högre än knähöjd. Serven måste utföras med endast ett tillslag på BASSEN med foten. Det går att använda alla kroppsdelar för att försvara sin ruta - med undantag för armar och händer. 

### Final
När endast två spelare kvarstår spelas final. "Första mål vinner" oberoende av tidigare antal prickar.